# Стефан де Врей
Стефан де Врей (нід. Stefan de Vrij, нар. 5 лютого 1992, Крімпенервард) — нідерландський футболіст, центральний захисник збірної Нідерландів та італійського «Інтернаціонале».

## Клубна кар'єра
Народився 5 лютого 1992 року у Південній Голландії. Вихованець юнацьких команд футбольних клубів «ВВ Спіріт» та «Феєнорд».
У дорослому футболі дебютував 2009 року виступами за команду клубу «Феєнорд», в якій за п'ять сезонів 135 разів на поле в іграх національної першості.
Після вдалого виступу гравця на чемпіонаті світу 2014 року його послугами зацікавилися низка іноземних клубів, найбільш конкретним з яких виявився римський «Лаціо», з яким Стефан уклав контракт 30 червня 2014 року. Відразу зарезервував за собою місце у центрі захисту в стартовому складі італійської команди.
28 травня 2018 року Де Врій оголосив, що збирається приєднатися до міланського «Інтера » з 1 липня. 11 липня він був офіційно представлений як гравець Інтера, підписавши контракт до червня 2023 року. Де Врій отримав команду номер 6 і дебютував у змаганнях 19 серпня на першому тижні чемпіонату проти Сассуоло.

## Виступи за збірні
2007 року дебютував у складі юнацької збірної Нідерландів, взяв участь у 23 іграх на юнацькому рівні.
2011 року дебютував у складі молодіжної збірної Нідерландів, взяв участь у 11 матчах, разом з командою брав участь у молодіжному чемпіонаті Європи з футболу (2013).
У 2013 році вперше зіграв в офіційних матчах у складі національної збірної Нідерландів. Учасник чемпіонату світу 2014 року.

## Титули і досягнення
- Чемпіон Італії (2):

«Інтернаціонале»: 2020–21, 2023–24
- Володар Кубка Італії (2):

«Інтернаціонале»: 2021–22, 2022–23
- Володар Суперкубка Італії (4):

«Лаціо»: 2017
«Інтернаціонале»: 2021, 2022, 2023
- Бронзовий призер чемпіонату світу: 2014
- «Спортивний талант Торбеке»:  «Феєнорд» 2009[2]